# Judith Sephuma
Judith Sephuma (née le 29 juin 1974) est une chanteuse de jazz et afro-pop sud-africaine. 

## Biographie
Née à Seshego, Judith Sephuma grandit à Polokwane, Limpopo, et déménage au Cap en 1994 pour étudier en tant que chanteuse de jazz. En 1997, elle est diplômée de l'université du Cap avec un diplôme d'interprète en jazz et poursuit ses études. En 1999, elle remporte le prix du "Meilleur chanteur de jazz" au concours Old Mutual Jazz Into The Future et signe avec la division africaine de BMG. 
Son premier album A Cry, A Smile, A Dance (2001) est acclamé par la critique[réf. nécessaire] et elle enchaîne avec New Beginnings en 2005. Ses autres albums incluent Change is Here (2008), I Am A Living Testimony (2011), A Legacy Live in Concert (2012; CD et DVD), et son premier album gospel 2013 intitulé The Experience LIVE in Concert avec quelques chansons produites par Wilson Joel (CD et DVD). En 2015, elle sort son album One Word, qu'elle décrit comme Afro-Funk Jazz. Son dernier album, My Worship - Live, est sorti en 2017. 
Elle est enregistrée et commercialisée par son label indépendant, Lalomba Music.